# Seconda battaglia di Yeonpyeong
La seconda battaglia di Yeonpyeong (in coreano: 제2 연평해전, Je I(2) Yeonpyeong Haejeon) è stato uno scontro navale tra i pattugliatori della Corea del Nord e del Sud avvenuto nel 2002 sul confine marittimo vicino all'isola di Yeonpyeong nel Mar Giallo, successivo alla battaglia simile del 1999. Due pattugliatori nordcoreani attraversarono il confine e ingaggiarono una lotta contro due pattugliatori sudcoreani di classe Chamsuri, ma alla fine si ritirarono prima dell'arrivo dei rinforzi sudcoreani.

## Contesto
La linea del limite settentrionale (NNL) viene considerata dal governo sudcoreano come il confine marittimo con la Corea del Nord, nonostante quest'ultima riconosca il confine più a sud. I pescherecci nordcoreani spesso navigano intorno all'area e vengono frequentemente allontanati dalle motovedette sudcoreane. Occasionalmente una pattuglia nordcoreana cerca di far rispettare il confine preteso dal governo centrale attraversando la linea del limite. Nel 2002, una di queste incursioni si trasformò in una battaglia navale lunga la NLL.

## Battaglia
Il 29 giugno 2002, un pattugliatore nordcoreano attraversò la NLL e fu intimato di rientrare dalla marina sudcoreana. Subito dopo, un secondo pattugliatore nordcoreano attraverso la linea e fu anch'esso avvisato. I nordcoreani iniziarono a minacciare e molestare le navi sudcoreane venendo corrisposti.
Dopo aver navigato 3 miglia (4,8 km) a sud della NLL, le navi nordcoreane iniziarono ad attaccare i due pattugliatori che li controllavano. Alle 10:25, la prima nave che aveva attraversato la linea aprì il fuoco con il suo cannone da 85 mm colpendo direttamente la timoniera di una delle navi sudcoreane e provocando molti feriti.
I due squadroni iniziarono in seguito una vera e propria battaglia: i sudcoreani con i loro cannoni da 40 e 20 mm contro gli RPG e i cannoni da 85 e 35 mm nordcoreani. Dopo circa dieci minuti, arrivarono altri due pattugliatori e due corvette in rinforzo delle navi sudcoreane e danneggiarono gravemente una delle navi nordcoreane. Ritrovandosi in inferiorità numerica e con molti feriti, le navi nordcoreane si ritirarono attraversando verso nord la NLL alle 10:59.

## Periodo successivo
Entrambe le flotte subirono delle perdite durante la battaglia.
Tredici nordcoreani furono uccisi mentre venticinque rimasero feriti.
I sudcoreani persero sei uomini, quattro durante la battaglia, uno dopo ventidue giorni per le ferite gravi e un altro fu ritrovato morto in mare. I morti furono il tenente comandante Yoon Young-ha, Jo Cheon-hyung, Seo Hoo-won, Hwang Do-hyun (in battaglia), Park Dong-hyuk (nei giorni seguenti), e Han Sang-guk (ritrovato in mare); altri diciotto uomini rimasero feriti.
Una nave sudcoreana danneggiata affondò successivamente durante il rimorchio, mentre i vascelli nordcoreani riuscirono a tornare al loro porto. Entrambi gli schieramenti si lanciarono accuse e la Corea del Sud pretese le scuse dalla Corea del Nord.
Secondo una dichiarazione fatta da un disertore nordcoreano nel 2012, l'equipaggio del pattugliatore nordcoreano coinvolto nella battaglia subirono ferite estese per le schegge provocate dai proiettili "Devastator" sudcoreani. I feriti nordcoreani furono messi in quarantena all'interno di un ospedale di Pyongyang per nascondere la gravità delle ferite.

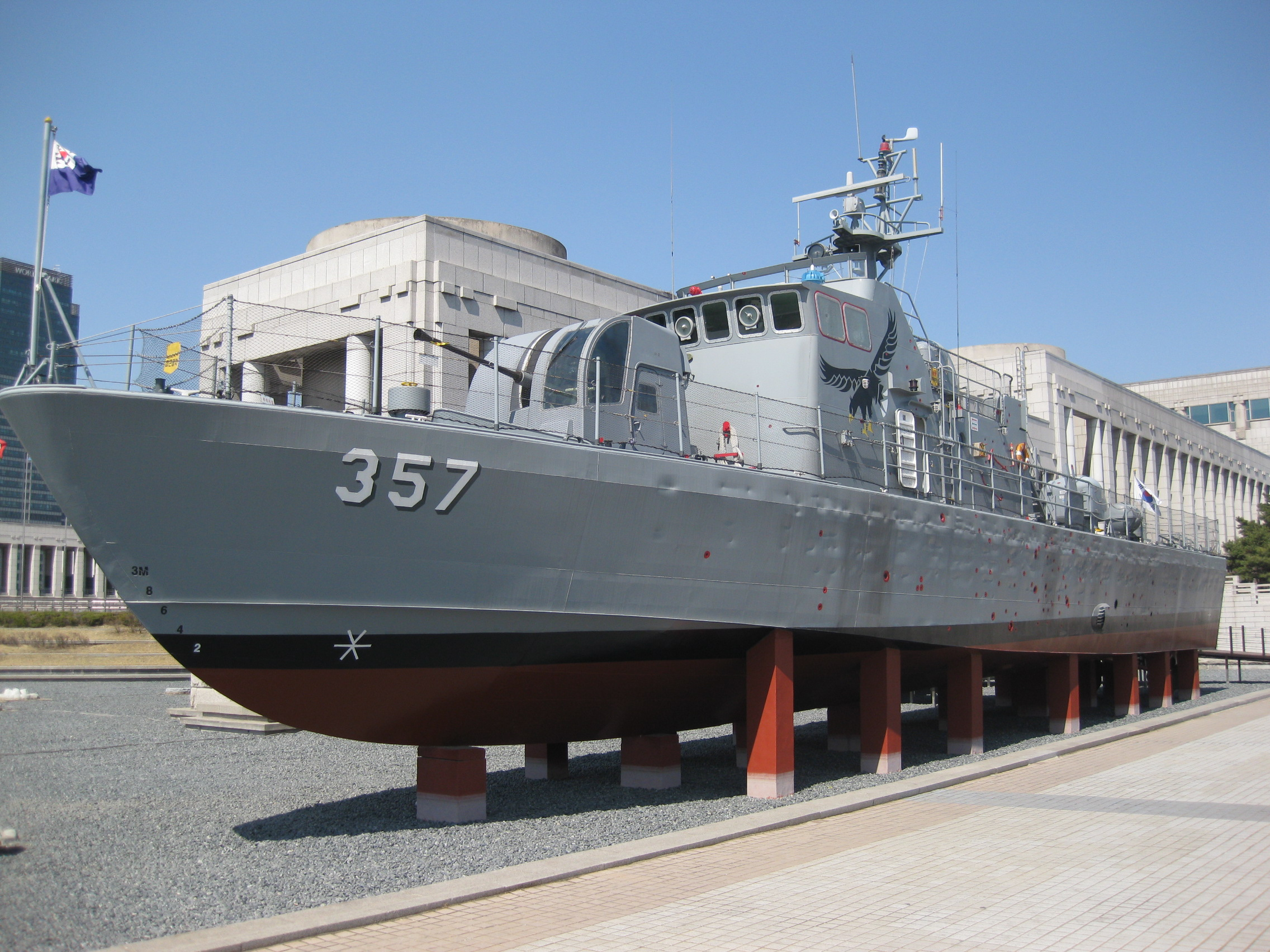
Una replica della PKM-357 in mostra al Memoriale della guerra in Corea del Sud.
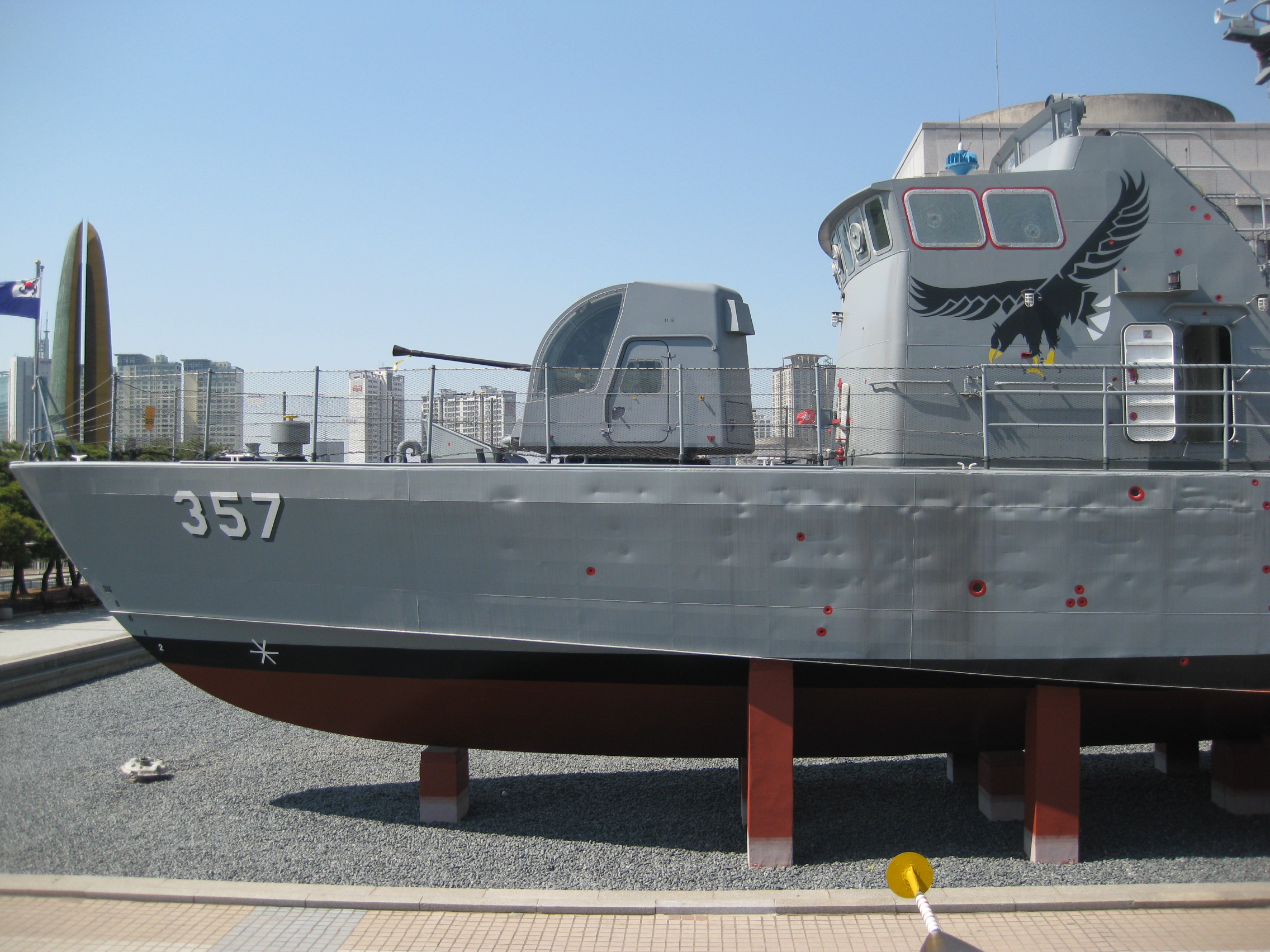
La prua della PKM 357, dove i segni rossi indicano la posizione dei danni in battaglia.
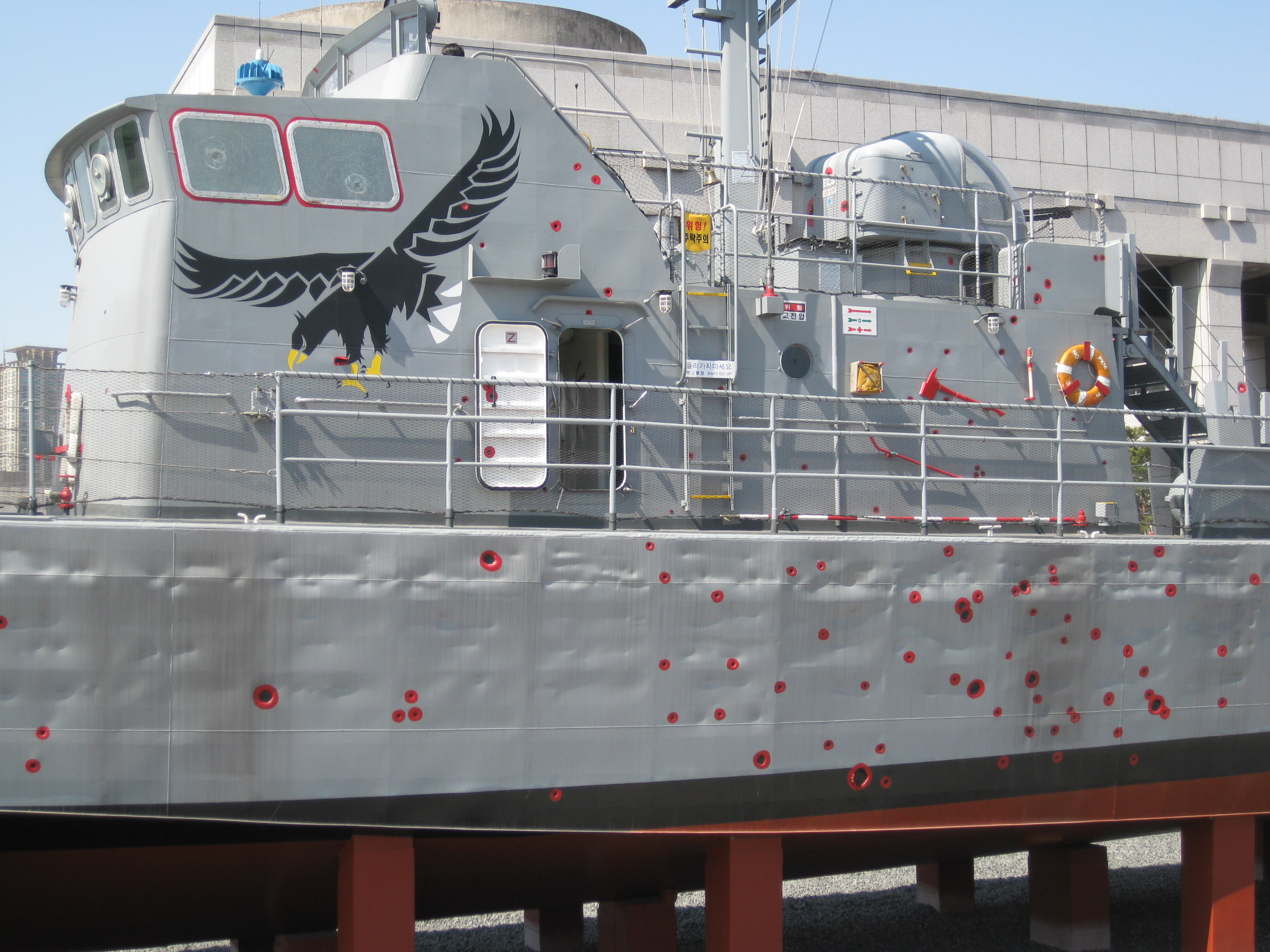
Il ponte di comando della PKM 357.
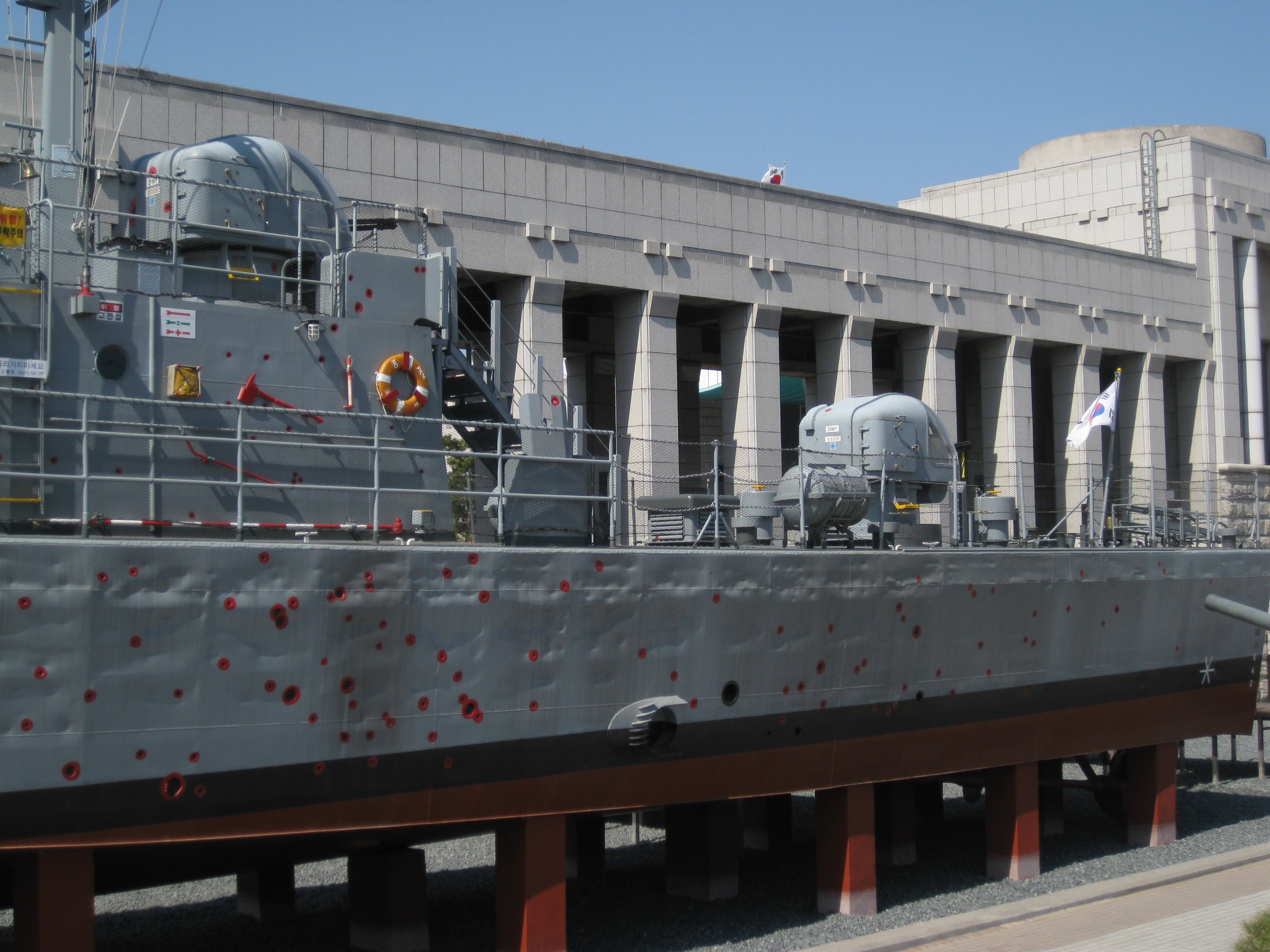
La poppa della PKM 357.

## Nella cultura di massa
- Yeonpyeong Haejeon, un film sudcoreano di guerra del 2015 basato sulla battaglia